# J.T. O'Sullivan
John Thomas O'Sullivan (Burbank, 25 agosto 1979) è un ex giocatore di football americano statunitense che ha giocato nel ruolo di quarterback nella National Football League (NFL), nella NFL Europa e nella Canadian Football League (CFL).

## Carriera universitaria
Giocò con gli UC Davis Aggies squadra rappresentativa dell'Università della California, Davis.

## Carriera professionistica

### New Orleans Saints
Al draft NFL 2002 è stato selezionato dai New Orleans Saints come 186a scelta. Non ha trovato mai spazio e dopo una parentesi in Europa è stato ceduto insieme alla seconda scelta del draft per avere Mike McKenzie dai Green Bay Packers.

### Green Bay Packers
Ha preso parte solamente a una partita e ha fatto il suo debutto nella NFL il 2 gennaio 2005 contro i Chicago Bears indossando la maglia numero 7.

### Chicago Bears
Passato ai Bears è rimasto molto poco, poi è passato ai Minnesota Vikings.

### Minnesota Vikings
È rimasto nella squadra di allenamento.

### New England Patriots
Anche con i Patriots è rimasto nella squadra di allenamento.

### Carolina Panthers
Il 26 dicembre 2006 ha firmato con la squadra di allenamento.

### Seconda volta con i Chicago Bears
L'8 febbraio 2007 rifirma con i Bears ma prima dell'inizio della preparazione estiva il 7 luglio viene svincolato.

### Detroit Lions
Il 10 luglio ha firmato ed è riuscito a giocare 4 partite.

### San Francisco 49ers
Il 29 febbraio 2008 ha firmato un contratto di un anno, è partito titolare ma dopo varie prestazioni negative ha perso il posto e ha finito la stagione senza giocare più nessuna partita.

### Terza volta coi Bears
Il 5 marzo 2009 ha firmato un contratto di due anni. È riuscito a giocare solamente 3 partite e il 5 settembre 2010 è stato svincolato.

### San Diego Chargers
Preso tra i giocatori svincolati, è rimasto con i Chargers fino il 20 ottobre 2010, prima di essere svincolato.

### Oakland Raiders
Il 2 dicembre firma con i Raiders sostituendo l'infortunato Bruce Gradkowski. Non ha mai trovato posto in nessuna partita della stagione regolare.

### Saskatchewan Roughriders
Il 19 aprile 2012, O'Sullivan firma un contratto con i Saskatchewan Roughriders. Fu svincolato l'8 maggio 2013.

## Statistiche nella stagione regolare
Legenda: PG=Partite giocate PT=Partite da titolare LC=Lanci completati LP=Lanci provati L%=Percentuale completati YL=Yard su lancio TL=Touchdown su lancio IL=Intercetti su lancio S=Sack subiti YS=Yard perse su sack R=Ratio C=Corse YC=Yard su corse TC=Touchdown su corse FC=Fumble su corse TT=Tackle T=Tackle TA=Tackle assistito FT=Fumble totali FP=Fumble persi FR=Fumble recuperati FU=Fumble terminati fuori dal campo di gioco FF=Fumble forzati SY=Safety subite.
| Stagione | Squadra              | PG | PT | LC  | LP  | L%   | YL    | TL | IL | S  | YS  | R    | C  | YC  | TC | FC | TT | T | TA | FT | FP | FR | FU | FF | SY |
| -------- | -------------------- | -- | -- | --- | --- | ---- | ----- | -- | -- | -- | --- | ---- | -- | --- | -- | -- | -- | - | -- | -- | -- | -- | -- | -- | -- |
| 2002     | New Orleans Saints   | 0  | 0  | 0   | 0   | 0,0  | 0     | 0  | 0  | 0  | 0   | 0,0  | 0  | 0   | 0  | 0  | 0  | 0 | 0  | 0  | 0  | 0  | 0  | 0  | 0  |
| 2003     | New Orleans Saints   | 0  | 0  | 0   | 0   | 0,0  | 0     | 0  | 0  | 0  | 0   | 0,0  | 0  | 0   | 0  | 0  | 0  | 0 | 0  | 0  | 0  | 0  | 0  | 0  | 0  |
| 2004     | New Orleans Saints   | 0  | 0  | 0   | 0   | 0,0  | 0     | 0  | 0  | 0  | 0   | 0,0  | 0  | 0   | 0  | 0  | 0  | 0 | 0  | 0  | 0  | 0  | 0  | 0  | 0  |
| 2004     | Green Bay Packers    | 0  | 0  | 0   | 0   | 0,0  | 0     | 0  | 0  | 0  | 0   | 0,0  | 2  | -2  | 0  | 0  | 0  | 0 | 0  | 0  | 0  | 0  | 0  | 0  | 0  |
| 2005     | Minnesota Vikings    | 0  | 0  | 0   | 0   | 0,0  | 0     | 0  | 0  | 0  | 0   | 0,0  | 0  | 0   | 0  | 0  | 0  | 0 | 0  | 0  | 0  | 0  | 0  | 0  | 0  |
| 2006     | New England Patriots | 0  | 0  | 0   | 0   | 0,0  | 0     | 0  | 0  | 0  | 0   | 0,0  | 0  | 0   | 0  | 0  | 0  | 0 | 0  | 0  | 0  | 0  | 0  | 0  | 0  |
| 2006     | Carolina Panthers    | 0  | 0  | 0   | 0   | 0,0  | 0     | 0  | 0  | 0  | 0   | 0,0  | 0  | 0   | 0  | 0  | 0  | 0 | 0  | 0  | 0  | 0  | 0  | 0  | 0  |
| 2007     | Detroit Lions        | 4  | 0  | 13  | 26  | 50,0 | 148   | 1  | 2  | 3  | 18  | 48,2 | 4  | -10 | 0  | 3  | 0  | 0 | 0  | 3  | 1  | 1  | 1  | 0  | 0  |
| 2008     | San Francisco 49ers  | 9  | 8  | 128 | 220 | 58,2 | 1.678 | 8  | 11 | 32 | 197 | 73,6 | 30 | 145 | 0  | 2  | 2  | 2 | 0  | 11 | 6  | 1  | 1  | 1  | 1  |
| 2009     | Cincinnati Bengals   | 3  | 0  | 4   | 11  | 36,4 | 40    | 0  | 0  | 3  | 31  | 47,5 | 3  | 12  | 0  | 0  | 0  | 0 | 0  | 2  | 2  | 0  | 0  | 0  | 0  |
| 2010     | San Diego Chargers   | 0  | 0  | 0   | 0   | 0,0  | 0     | 0  | 0  | 0  | 0   | 0,0  | 0  | 0   | 0  | 0  | 0  | 0 | 0  | 0  | 0  | 0  | 0  | 0  | 0  |